# Gabriel François Venel
Gabriel François Venel Tourbes, (Hérault) (23 de agosto de 1723; Pezenas, 29 de octubre de 1775) fue un médico, farmacéutico, químico y enciclopedista francés.

## Biografía
Su padre fue Étienne Venel (1695), Premier consul de Pézenas y su madre Jeanne Icher. Su hermano fue Joseph André Venel (falecido en 1791), también Primer Cónsul de Pézenas y también médico, (Docteur en médecine de Montpellier). En 1742 obtuvo su título de médico en Montpellier, tras lo cual siguió estudiando la carrera de química en París. Venel  fue allí alumno del químico Guillaume-François Rouelle en el Jardin du roi. El año 1757 fue nombrado profesor de Materia médica (Farmacia) y Química en su antigua Universidad de Montpellier, cargo que ocupó hasta su muerte en 1775. En 1762 presentó una tesis titulada "Higienic prospectum et prolegomena sistens dissertatiuncula".
En 1768 pasó a ser miembro de la Sociedad Real de Ciencias (Société royale des sciences de Montpellier). Fungió además como inspector general para la evaluación de agua mineral (Inspector general de Eaux Minerales). En trabajo conjunto con el químico y farmacéutico francés Pierre Bayen (1725-1798), analizó muchas aguas minerales de Francia. En 1750, Venel usó un  indicador de color que extrajo del jugo de violetas y que ayudó en el análisis de las aguas minerales, puesto que este tinte violeta se tornaba rojo en el rango ácido.
Trabajó en L'Encyclopédie de Denis Diderot y Jean Baptiste le Rond d'Alembert, para la que escribió 673 artículos, la mayoría de ellos se integraron al tercer volumen en los temas de química, farmacia, fisiología y medicina.
Uno de sus artículos más famosos fue sobre la menstruación, un tema tabú en esos tiempos. Aprovechó la oportunidad para romper con algunos conceptos y prejuicios populares.
Según Venel, en el estómago tienen lugar procesos químicos. La digestión se interpreta como un verdadero fenómeno químico, o más bien como proceso o serie de operaciones químicas (Enc., V, 1001b, "Digestión").
Escribió un ensayo en el que comparó las estructuras biológicas y botánicas con estructuras minerales, Végétation métallique y en 1752 un ensayo sobre el análisis químico de las plantas, el cual que se imprimió en el segundo volumen de la enciclopedia.

## Obras (selección)
- Dissertatio De humorum crassitudine ubi de incidentibus et attenuantibus, cum theoria et curatione obstructionum in genere. Cujus ... tueri conabitur ... Gabriel-Franciscus Venel ... Praeside ... D. D. Antonio Magnol ... / Monspelii : apud Augustinum Rochard, Regis & Universitatis Typographum unicum , 1741
- Examen chimique d’une eau minérale nouvellement découverte à Passy dans la maison de Monsieur et Madame de Calsabigi. París, 1755
- Examen chimique d’une eau minérale nouvellement découverte à Passy dans la maison de Monsieur & de Madame de Calsabigi ; exécuté en conséquence de l’ordonnance de M. le Premier Médecin. du 23 avril 1755, qui commet à cet effet les Srs. Venel & Bayen, préposés par le Roi à l’analyse des eaux minérales du royaume. París, 1755
- Analyses chimiques des nouvelles eaux minérales, vitrioliques, ferrugineuses, decouvertes a Passy dans la maison de madame de Calsabigi. Avec les proprietés medicinales de ces mêmes eaux, fondées sur les observations des médecins & chirurgiens des plus célébres, dont on rapporte les certificats authentiques. Paris Veuve de Gabriel-François Quillau M. DCC. LVII, (1757)
- Quaestiones chemicae duodecim : ab illustrissimis viris, regis consiliariis, medicis, et professoribus meritissimis ... propositae ... pro regia cathedra vacante in Universitate Medicinae Monspeliensi. per obitum R.D. Caroli Serane / quas ... propugnabit ... Gabriel-Franciscus Venel ... / Monspelii : Apud Augustinum-Franciscum Rochard, 1759
- Gabriel-Francisci Venel De medicamentis compositis prælectiones quæ alterum præbuere ex multiplicibus tentaminibus.  Monspelii, apud viduam Joannis Martel. M.DCC.LXI, 1761
- Instructions sur l’usage de la houille, plus connue sous le nom impropre de charbon de terre, pour faire du feu ; sur la manière de l’adapter à toute sorte de feux ; et sur les avantages, tant publics que privés, qui résulteront de cet usage. Publ. par ordre des Etats de la province de Languedoc. Aviñón : Regnault, 1775
- Analyse des végétaux. Recueil des savants étrangers. Vol. II 1752
- Instructions sur l’usage de la houille, plus connue sous le nom impropre de charbon de terre. 1775
- Encyclopédie méthodique de chimie 1796